# Confédération de volley-ball d'Amérique du Nord, d'Amérique centrale et des Caraïbes
La Confédération de volley-ball d'Amérique du Nord, d'Amérique centrale et des Caraïbes plus connu sous son acronyme NORCECA (correspondant à son nom anglais : North, Central America and Caribbean Volleyball Confederation) est la fédération continentale gérant le volley-ball en Amérique du Nord, en Amérique centrale et aux Caraïbes. Son siège est situé à Saint Domingue en République dominicaine.

## Histoire
L'idée de la  conception de la NORCECA est née en 1966 lors des jeux d'Amérique centrale et des Caraibes qui se sont tenues à San Juan, Porto Rico. À cette époque, elle était désignée comme la zone d'Amérique centrale et des Caraibes. Le développement de la Confédération NORCECA est du en grande partie à l'ancien président de la FIVB, le Dr Rubén Acosta Hernández, en collaboration avec plusieurs autres sportifs de Porto Rico, Cuba, République dominicaine et Haïti. La NORCECA a été officiellement créé par la FIVB en 1968 par son président Paul Libaud, lorsque le Canada et les États-Unis d'Amérique se sont joints à la Confédération. Son premier Championnat senior a eu lieu au Mexique en août 1969.

### Présidents de la NORCECA
- Dr. Rubén Acosta Hernández (1968-1984)
- Lcdo. Libertario Pérez, Esq. (1984-1988)
- Lcdo. Luis R. Mendoza, Esq. (1988-2001)
- Lic. Cristóbal Marte Hoffiz (2001-Présent)

## Les Tournois sous son égide
- Championnat NORCECA de volley-ball masculin
- Championnat NORCECA de volley-ball féminin
- Championnat NORCECA junior volley-ball masculin
- Championnat NORCECA junior volley-ball féminin
- Championnat NORCECA cadet de volley-ball masculin
- Championnat NORCECA cadet de volley-ball féminin
- Coupe Pan-américaine de volley-ball

## Fédérations nationales affiliées
| Code | Pays                            | Fédération                              | Lien                                                                                         |
| ---- | ------------------------------- | --------------------------------------- | -------------------------------------------------------------------------------------------- |
| AGU  | Anguilla                        | Anguilla Volleyball Association         |                                                                                              |
| AHO  | Antilles néerlandaises          | Netherland Antilles Volleyball Bonds    |                                                                                              |
| ANT  | Antigua-et-Barbuda              | Antigua Volleyball Association          |                                                                                              |
| ARU  | Aruba                           | Aruba Volleyball Association            |                                                                                              |
| BAH  | Bahamas                         | Bahamas Volleyball Association          |                                                                                              |
| BAR  | Barbade                         | Barbados Volleyball Association         |                                                                                              |
| BER  | Bermudes                        | Bermuda Volleyball Association          |                                                                                              |
| BIZ  | Belize                          | Belize Volleyball Association           |                                                                                              |
| CAN  | Canada                          | Volleyball Canada                       |                                                                                              |
| CAY  | Îles Caïmans                    | Cayman Islands Volleyball Federation    |                                                                                              |
| CRC  | Costa Rica                      | Federación Costaricense de Voleibol     |                                                                                              |
| CUB  | Cuba                            | Federación Cubana de Voleibol           |                                                                                              |
| DMA  | Dominique                       | Dominica Volleyball Association         |                                                                                              |
| DOM  | République dominicaine          | Federación Dominicana de Voleibol       |                                                                                              |
| ESA  | Salvador                        | Federación Salvadoreña de Voleibol      |                                                                                              |
| GDP  | Guadeloupe                      | Ligue de Guadeloupe de Volley-ball      |                                                                                              |
| GRN  | Grenade                         | Grenada Volleyball Association          |                                                                                              |
| GUA  | Guatemala                       | Federación Guatemalteca de Voleibol     |                                                                                              |
| HAI  | Haïti                           | Haiti Volleyball Association            |                                                                                              |
| HON  | Honduras                        | Federación Hondureña de Vole            |                                                                                              |
| ISV  | Îles Vierges des États-Unis     | US Virgin Island Volleyball Association |                                                                                              |
| IVB  | Îles Vierges britanniques       | Bristish V.I. Volleyball Association    |                                                                                              |
| JAM  | Jamaïque                        | Jamaica Volleyball Federation           |                                                                                              |
| LCA  | Sainte-Lucie                    | St. Lucia Volleyball Association        |                                                                                              |
| MEX  | Mexique                         | Federación Mexicana de Voleibol         | « http://www.femexvoleibol.net/ »(Archive.org • Wikiwix • Archive.is • Google • Que faire ?) |
| MQE  | Martinique                      | Ligue de Martinique de Volley-ball      |                                                                                              |
| MTS  | Montserrat                      |                                         |                                                                                              |
| NCA  | Nicaragua                       |                                         |                                                                                              |
| PAN  | Panama                          |                                         |                                                                                              |
| PUR  | Porto Rico                      | Federación Puertorriqueña de Voleibol   |                                                                                              |
| SKN  | Saint-Christophe-et-Niévès      | St. Kitts/Nevis Volleyball Association  |                                                                                              |
| SUR  | Suriname                        |                                         |                                                                                              |
| TRI  | Trinité-et-Tobago               | Trinidad & Tobago Volleyball Federation |                                                                                              |
| USA  | États-Unis                      | United States Volleyball Association    |                                                                                              |
| VIN  | Saint-Vincent-et-les-Grenadines |                                         |                                                                                              |